# Manfred Hanisch

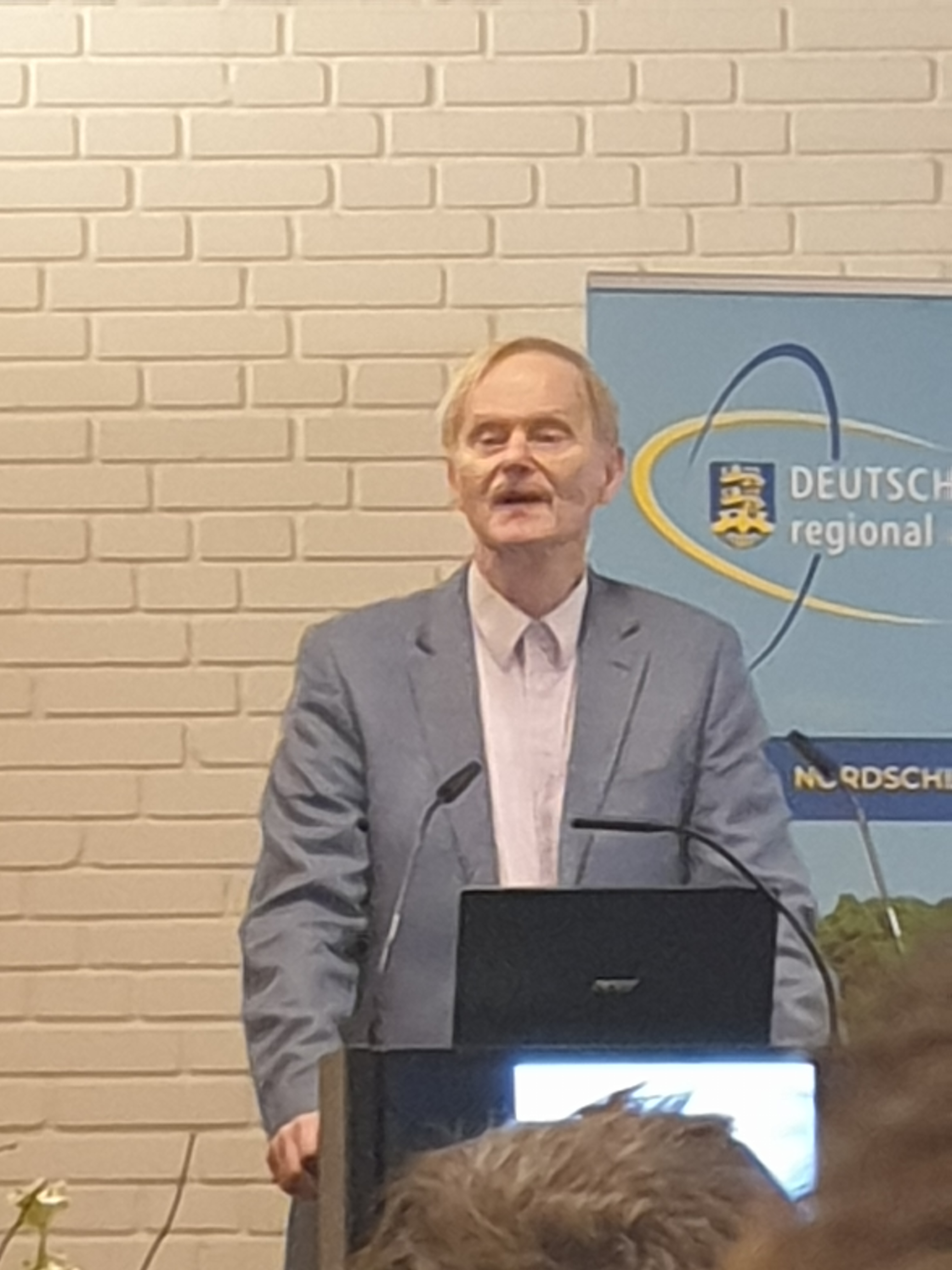
Manfred Hanisch bei der Neujahrstagung des Bundes Deutscher Nordschleswiger 2024

Manfred Hanisch (* 30. Dezember 1950 in München) ist ein deutscher Geschichtsdidaktiker.

## Leben
Nach der Promotion zum Dr. phil. an der Universität Erlangen 1977 und der Habilitation in Erlangen 1988 wurde er 1993 Professor für Geschichte und ihre Didaktik an der Universität Kiel.
Seine Interessenschwerpunkte sind deutsche Geschichte des 19. und 20. Jahrhunderts, Geschichte der europäischen Integration, Geschichte und ihre Didaktik sowie schulische und außerschulische Geschichtsdidaktik.

## Schriften (Auswahl)
- Dialektische Logik und politisches Argument. Untersuchungen zu den methodischen Grundlagen der Hegelschen Staatsphilosophie. Königstein im Taunus 1981, ISBN 3-445-02179-1.
- Stadtrundgang durch Nürnberg. Ein didaktischer Führer zu politisch-gesellschaftlichen Strukturen und religiösen Gehalten im Mittelalter. Nürnberg 1982, OCLC 74621237.
- Für Fürst und Vaterland. Legitimitätsstiftung in Bayern zwischen Revolution 1848 und deutscher Einheit. München 1991, ISBN 3-486-55857-9.
- Gefallen für das Vaterland. Erlangen 1994, ISBN 3-930357-00-3.